# Nadia Labidi
Nadia Labidi (nascida Cherabi; 18 de julho 1954) é uma produtora de cinema argelina, directora de cinema, e política. Foi Ministra de Cultura de 5 de maio 2014 a maio de 2015. Sua produtora é "French based & French funded". Seu primeiro filme documentário foi Fatima Amaria em 1993 e seu primeiro longa-metragem El Otro lado del Espejo em 2007.